# 칸나기
《칸나기(かんなぎ)》는 이치진샤 발행의 《월간 Comic REX》에 창간호(2006년 1월)호부터 연재 중인 타케나시 에리의 만화 작품이다. 2008년에 TV 애니메이션화가 결정되어 10월 4일부터 12월 27일까지 13화 분량으로 방영을 끝냈다. 부제는〈Crazy Shrine Maidens〉. 현재는 작가의 건강상 문제로 일시적으로 연재가 중단되었다가 코믹 REX 2011년 9월호부터 연재가 재개되었다.
현재 대한민국에는 단행본 8권이 나온 상태이다.

## 줄거리
미술부원인 미쿠리야 진은 지구전에 작품을 출품하기 위해 수작업으로 수목의 정령상을 만들었다. 그런데 학교에 나르기 위해 자전거를 들고 오니 정령상이 갑자기 움직이는 듯싶더니 그 안에서 여자아이가 나타나고 말았다. 그 여자아이는 자신을 신이라고 말하는데...

## 등장인물

### 주요인물
나기(ナギ)
성우 - 토마츠 하루카
진이 신수의 나무를 재료로 해서 만든 목상을 내림대로 하여 현신한 소녀의 모습을 한 신(神). 위압적이며 오안불손(傲岸不遜), 말투 이외에는 전혀 신같이 보이질 않는다. 부정을 제거하는 것을 사명으로 하고 있으나, 분신령인 탓에 직접 만지는 것은 불가능. 가슴 사이즈는 A컵. 요리는 할 줄 알지만 귀찮기 때문에 만들지 않는다. 하지만 요리를 만들어도 미각치라 이상한 맛이 나온다. 과자를 좋아해 특히 맛 봉을 빵 사이에 끼워먹어 식사 대용으로 삼기도 한다. 덕분에 최근엔 구내염이 잔뜩 생겼다. 주변에는 진의 이복 누나로서 이중 인격을 가진 아가씨라는 설정으로 해두고 있기 때문에, 진 이외의 인물 앞에서는 얌전한 성격을 연기하고 있다. 보통은 진의 학교에 전학생으로서 재학 중이다. 한편 학교내에선 인기가 있어 공식 팬클럽도 존재한다.
미쿠리야 진(御厨仁)
성우 - 시모노 히로(어릴 적:사와시로 미유키)
영감이 뛰어난 귀신 등이 잘 보이는 체질로, 나기의 부정을 제거하는 일을 돕고 있다. 미술부원. 나기가 등장하기 이전엔 혼자 살고 있었다. 다이테츠와 같이 체격이 건장한 사람을 동경하고 있으며, 진이 미술부에 들어오게 된 것도 다이테츠같이 되고 싶기 때문. 미술부의 선배들에겐 Too Pure Pure boy라는 별명으로 불리고 있다. 큰 가슴을 좋아하며, 노래는 서투른 편. 어릴적 나기와 쏙 닮은 정령 같은 존재와 만난 적이 있다.
아오바 츠구미(青葉つぐみ)
성우 - 사와시로 미유키
진의 소꿉친구. 진의 아버지에게서 진을 챙겨달라는 부탁을 받았다. 나기나 참회의 등장에 의해, 진이 특별한 존재라는 사실을 의식하기 시작한다. 요리는 계란후라이와 나물무침밖에 만들지 못한다. 가슴 사이즈는 본인 왈〈C에 한없이 가까운 B컵〉.
참회양(ざんげちゃん)
성우 - 하나자와 카나
나기의 신수의 나무포기를 나누어 만들어진 또 하나의 칸나기의 신. 즉, 나기의 동생. 언니인 나기와는 사이가 좋지 않다. 조금 새디스트 속성이 있다. 스즈시로 하쿠아의 정신을 내림대로 삼고 있다. 학교 수업이 없을 땐 칸나기 거리에서 참회양이라는 이름으로 사람들의 고민이나 참회를 들어주며 아이돌로서 활동 중. 아이돌이 된 것은 단지 신으로서의 계속 존재하고 싶을 뿐으로 부정의 제거에는 흥미가 없다.
스즈시로 하쿠아(涼城白亜)
참회가 빙의하고 있는 소녀. 스즈시로 선생의 딸. 아버지의 바람과는 달리 참회의 내림대가 되는 것을 동의하고 있다. 하쿠아 자신은 진지한 면을 가지고 있지만, 낯을 가리는 성격이다. 요리가 특기.

### 미술부원
히비키 다이테츠(響大鉄)
성우 - 호시노 타카노리
미술부원. 어째선지 진에게 호모 감정을 가지고 있는 과묵한 소년. 체격이 매우 건장한 편인데, 오히려 그래서 고교생으로 보이지 않을까봐 조금 마음에 걸려 한다. 대담하면서도 계산된 아름다움을 단지 팔레트 나이프만으로 그려내는 그야말로 천재. 의외로 유령에는 약하다.
아키바 메구루(秋葉巡)
성우 - 카키하라 테츠야
미술부원. 겉으로 보기엔 보통이지만 실은 전형적인 애니메이션 오타쿠. 오타쿠에의 편견을 굉장히 싫어한다. 특별활동 시간에는 만화를 그리고 있다.
기무라 다카코(木村貴子)
성우 - 햐야미즈 리사
미술부 부장. 부녀자 소질이 있다. 흥분하면 코피가 나온다. 사복차림은 OL로밖에 보이지 않음. 메이드 찻집에서 있었던 일 이후에 여러가지로 부녀자 용어를 조사하게 되었다.
오오코우지 시노(大河内紫乃)
성우 - 나카하라 마이
미술부 부부장. 아가씨 말투를 사용한다. 보통 때는 눈을 감고 있는 것처럼 보이는 실눈이지만 노래를 부르면 눈이 확 커진다.

### 고교관계자
스즈시로 레이리(涼城怜悧)
성우 - 미야케 켄타
진이 다니고 있는 학교의 종교학 선생. 신부이면서 진이 다니는 학교의 설립에도 도움을 주었다. 하쿠아의 아버지. 참회에 대한 사정은 알지 못한다. 오컬트나 종교 관련에 대한 지식에 해박하다. 나기를 특대생으로서 특별히 학교에 입학 시켜주는 대신 하쿠아를 해방시켜 주길 바란다며 부탁한다. 팔불출.
도쿠사소리 선생(毒蠍先生)
성우 - 야나미 죠지
미술부 고문. 학교의 부지내에 있는 서클동의 지하를 아뜰리에로 쓰고 있다. 의외로 근육질.
하가시마 선생(芳賀島先生)
성우 - 우에다 유지
문학 선생으로써, 나기의 학교 무단침입을 문제 삼은바 있다. 대머리이기 때문에 '하게시마'라는 별명을 갖고 있다.

### 기타
오즈마(大東)
진이 자신을 찾겠다며 자발적으로 가출했을 때 한밤의 공원에서 만난 소년.
로릿코 큐티(ロリッ子キューティー)
성우 - MAKO
나기와 아키바가 보고 있는 애니메이션의 주인공.

## 코믹스
수록된 연재분 내용은 원판에만 해당.
1. 1권 원판:ISBN 978-4-7580-6015-8　2006년 8월 9일 발행
한국어판: ISBN 978-89-258-7302-2
월간 Comic REX 2006년 1월호~2006년 6월호까지의 연재분 수록
단행본 내에 타케우치 타케시(타입문의 원화가)와의 콜라브레이션 핀업 첨부
2. 2권 원판:ISBN 978-4-7580-6042-4　2007년 2월 9일 발행
월간 Comic REX 2006년 7월호~2006년 12월호까지의 연재분 수록
단행본 내에 용기사07(쓰르라미 울적에의 제작자)과의 콜라브레이션 핀업 첨부
3. 3권 원판:ISBN 978-4-7580-6065-3　2007년 8월 9일 발행
월간 Comic REX 2007년 1월호~2007년 6월호까지의 연재분 수록
단행본 내에 히노우에 이타루(Key의 원화가)와의 콜라브레이션 핀업 첨부
4. 4권 원판:ISBN 978-4-7580-6085-1　2008년 2월 9일 발행
월간 Comic REX 2007년 7월호~2007년 11월호까지의 연재분 수록
단행본 내에 코우가 윤(LOVELESS의 원작자, 건담00의 캐릭터 디자이너)과의 콜라브레이션 핀업 첨부
5. 5권 원판:ISBN 978-4-7580-6105-6　2008년 8월 9일 발행
단행본 내에 아오키 우메(구 네코네코 소프트 사이트 내 사컷만화 담당, 히다마리 스케치의 원작자)과의 콜라브레이션 핀업 첨부
6. 6권 원판:ISBN 978-4-7580-6117-9　2008년 11월 8일 발행

## 소설
이치진샤문고로부터 발행. 작가는 타케이 토오카.
1. 〈칸나기 ~교내 부정 정화합숙~〉(2008년 12월 20일 발매, ISBN 978-4-7580-4046-4)

## TV 애니메이션
2008년 10월부터 방영개시. 방영은 13화까지 하였으며 번외편격인 미방영분(14화)를 포함하여 전 14화.

### 스탭
메인 스탭은 원 쿄토 애니메이션의 스탭, 또는 관계자였던 인물이 많다.
- 원작: 타케나시 에리(이치진샤 발행《월간 코믹 REX》연재)
- 감독: 야마모토 유타카(Ordet)
- 시리즈 구성: 쿠라타 히데유키
- 총작화감독: 카도와키 사토시
- 음악:코우사키 사토루
- 음악 제작: 애니플렉스
- 음향감독: 키쿠타 히로미
- 녹음 스튜디오: Studio Don Juan
- 프로덕션 협력: Ordet
- 애니메이션 제작: A-1 Pictures
- 제작: 애니플렉스, 이치진샤

### 주제가

#### 오프닝 테마
《좀 더☆화려하게!(motto☆派手にね!)》
작사:야마모토 유타카, 작곡·편곡:코우사키 사토루, 노래:토마츠 하루카(Music Ray'n)
(13화에선 오프닝이 아닌 엔딩 테마로 사용)

#### 엔딩 테마
《창조일의 순간(産巣日の時)》
작사:야마모토 유타카, 작곡·편곡:코우사키 사토루, 노래:토마츠 하루카(Music Ray'n)
(7화, 10화, 13화는 제외)

### 각화 제목·게스트 일러스트
| 화수 | 제목                                     | 원제                                               | 각본            | 엔딩 일러스트                   |
| ---- | ---------------------------------------- | -------------------------------------------------- | --------------- | ------------------------------- |
| 1화  | 히모로기의 소녀                          | 神籬（ひもろぎ）の娘                               | 쿠라타 히데유키 | 카도와키 사토시                 |
| 2화  | 방울소리 어택                            | 玉音アタック!                                      | 쿠라타 히데유키 | 타케우치 타케시                 |
| 3화  | 스쿨의 여신                              | スクールの女神                                     | 쿠라타 히데유키 | okama                           |
| 4화  | 시스터즈                                 | シスターーズ                                       | 쿠라타 히데유키 | 히노우에 이타루                 |
| 5화  | 발현! 식탁마인을 사랑하라                | 発現！しょくたくまじんを愛せよ                     | 쿠라타 히데유키 | 아오키 우메                     |
| 6화  | 나기 땅의 두근두근 크레이지              | ナギたんのドキドキクレイジー                       | 쿠라타 히데유키 | 나루코 하나하루                 |
| 7화  | 큐티 대핀치! 매운 장어덮밥의 역습 (후편) | キューティー大ピンチ! 激辛ひつまぶしの逆襲（後篇） | 쿠라타 히데유키 | -                               |
| 8화  | 폭풍의 언덕을 내달리며                   | 迷走嵐が丘                                         | 혼다 토오루     | 젯쿄우                          |
| 9화  | 부끄러운 학원 코메디                     | 恥ずかしい学園コメディ                             | 타카하시 타츠야 | 미나즈키 토오루                 |
| 10화 | 노래방 전사 타카코                       | カラオケ戦士 マイク貴子                            | 쿠라타 히데유키 | 키무라 타카히로 오오코우치RICCA |
| 11화 | 하지만 불확실                            | でも、あやふや                                     | 쿠라타 히데유키 | 유우키 신이치                   |
| 12화 | 정말로 짧은 생명                         | ほんとうにエフェメラル                             | 쿠라타 히데유키 | 아즈마 기요히코                 |
| 13화 | 진, 부끄러워하다                         | 仁、デレる                                         | 쿠라타 히데유키 | -                               |
| 14화 | 만약 이런 《칸나기》가 있다면…           | もしもこんな《かんなぎ》があったら…                | 쿠라타 히데유키 | 타케나시 에리                   |

## 라디오
TV 애니메이션의 선행 형식으로 2008년 6월 11일부터《칸나기 라디오》라는 이름으로 TV 애니메이션《칸나기》의 프로모션을 위해 인터넷 라디오방송으로 애니메이션 공식 사이트에서 송신을 개시.

## 연재와 관련된 에피소드
여주인공인 나기가 처녀가 아닐 수도 있음을 암시하는 컷이 2008년 12월호에 등장하면서 몇몇 열혈 팬들이 출판사에 연재 중단을 요청하는 해프닝이 벌어졌다. 심지어 한 극단적인 팬이 작가의 단행본을 찢은 이미지를 웹페이지에 업로드하고, 또한 찢은 단행본을 작가의 집으로 발송하는 사건까지 생겼다. 이런 와중에, 작가가 건강상의 이유로 2009년 1월호 연재를 중단함으로써 '팬들의 항의에 의해 연재가 중단된 것이 아닌가' 하는 의혹이 불거져 나오기 시작했다.
이와 관련해 출판사측은 '독자들의 항의와는 전혀 무관하며, 작가가 긴급입원하는 바람에 휴재가 되고 있을 뿐'이라며 강하게 부정하고 있지만, 네티즌이나 해당 업계 관계자들은 여전히 의심의 눈길을 보내고 있다.